# Castellazzo Novarese
Castellazzo Novarese (piemontiul: Castlasc vagy Castlass) település Olaszországban, Piemont régióban, Novara megyében. Lakosainak száma 320 fő (2023. január 1.). Castellazzo Novarese Briona, Casaleggio Novara, Mandello Vitta és Sillavengo községekkel határos.

## Népesség
A település lakossága az elmúlt években az alábbi módon változott:
| Lakosok száma | 335  | 336  | 320  |
|               | 2017 | 2018 | 2023 |